# Valentina Pinelo
Valentina Pinelo est une poétesse et écrivain espagnole du début du XVIIe siècle.

## Biographie
Née dans une riche famille genevoise, elle devient nonne au couvent de San Leandro de Séville à l'âge de 4 ans. Elle entretient des relations avec certains grands intellectuels de l'époque dont Lope de Vega, qui lui dédie quelques vers laudatifs. Elle écrit et publie le Libro de las alabanzas y excelencias de la gloriosa Santa Ana en 1601.
Une rue de Séville porte son nom.

## Œuvres
- 1601 : Libro de las alabanzas y excelencias de la gloriosa Santa Ana